# لويز اللورينية
لويز اللورينية (بالفرنسية: Louise de Lorraine-Vaudémont؛ 30 أبريل 1553 - 29 يناير 1601)؛ كانت ملكة فرنسا بحيث أنها كانت زوجة الملك هنري الثالث منذ زواجهما في 15 فبراير 1575 حتى وفاته في 2 أغسطس 1589. خلال الأشهر الثلاثة الأولى من زواجهما، كانت أيضًا ملكة بولندا ودوقة ليتوانيا الكبرى، بصفتها ملكة أرملة حملت لويز لقب دوقة بيري.

## السيرة الذاتية
ولدت لويز بنوميني في دوقية بار. لويز كانت الابنة الثالثة والأصغر للدوق ميركور نيكولاس وزوجته الأولى، مارغريت دو إيغمونت.  كانت الطفلة الوحيدة الباقية على قيد الحياة من والديها. مات إخوتها الأكبر سناً، وشقيقتان وأخ في سن الطفولة.
توفيت والدة لويز قبل وقت قصير من عيد ميلادها الأول في عام 1554، وسرعان ما تزوج والدها مرة أخرى، في عام 1555، من الأميرة جوانا دو سافوي نيمور. أعطت لويز تعليمًا كلاسيكيًا قويًا وقدمتها إلى بلاط نانسي في سن العاشرة. توفيت جوانا عام 1568 وعقد والد لويز زواجه الثالث والأخير عام 1569 من الأميرة كاثرين من لورين أومالي .
في سن العشرين، وُصِفت لويز بأنها فتاة جميلة وحساسة طويلة القامة، شقراء ذات بشرة بيضاء، وعينان بنيتان فاتحتان، ذات صورة ظلية نحيلة وراقية. يقال إن تربيتها أدت إلى أن تكون شخصيتها هادئة ومطيعة وتقية.
التقت لويز بهنري لأول مرة في خريف عام 1573،عندما كان هنري دوق أنجو في طريقه إلى كراكوف، عاصمة مملكته الجديدة، بولندا وليتوانيا. لقد جذبت اهتمام هنري خلال احتفال على شرف انتخاب هنري ملكًا لبولندا وليتوانيا.
بعد وفاة شارل التاسع ملك فرنسا، خلفه هنري ملك بولندا وليتوانيا تحت اسم هنري الثالث ملك فرنسا وعاد سرًا إلى فرنسا. كانت لويز حاضرة مع أسرتها في ريمس أثناء تتويج هنري، عندما وصل فيليب هورولت دو شيفيرني وميشيل دو جوست لتقديم عرض زواج هنري.

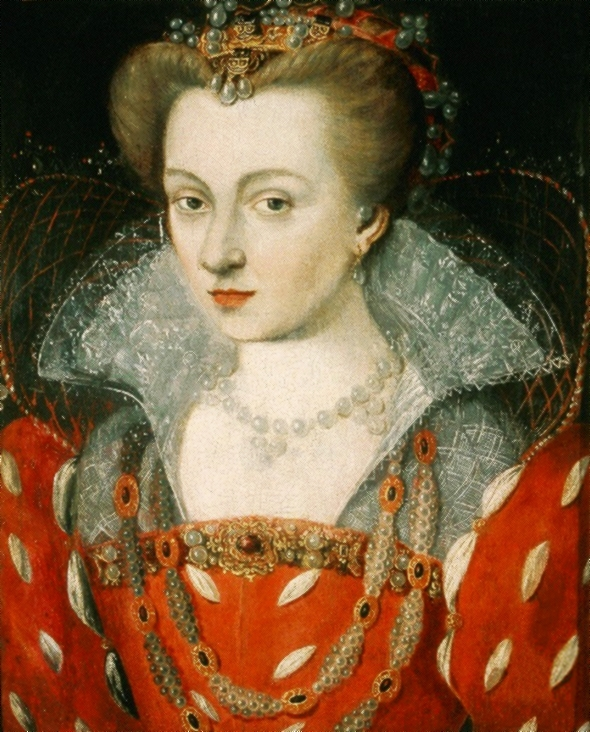
بورتريه بريشة جان رابيل, ca. 1575.

أقيم حفل زفاف لويز وهنري في كاتدرائية ريمس في حفل احتفل به الكاردينال شارل دو بوربون بعد يومين من تتويج هنري، في 15 فبراير 1575. وفي نهاية الشهر، قامت ملكة فرنسا الجديدة بدخولها رسميًا إلى باريس مع زوجها.
وُصِفت بأنها شابة "لطيفة وفاضلة"، وبحسب ما ورد وقعت لويز في حب زوجها على الفور وبعمق، وهو شعور لم يتغير أبدًا، على الرغم من الصعوبات والمآسي وخياناته والموت في النهاية. نظرًا لكونها شخصًا متدينًا وبسيطًا للغاية، يُقال إنها عانت بشدة بسبب الصراعات بين عائلتها وزوجها خلال الحروب الدينية.
بفضل شخصيتها الهادئة، تقبلت لويز على النحو الواجب غرابة أطوار زوجها، على سبيل المثال، أحب هنري الثالث أن يلبسها فساتين أنيقة ويجعلها أشبه بدمية الموضة؛ لقد قبلت هذا بسهولة لأنها كانت سعيدة باهتمامه، نشأت لويز من تربية بسيطة في الريف، وحصلت على جين دي دامبيير في منصب السيدة الشرف الأولى لإرشادها في بروتوكولات المحكمة وآدابها، وتم منح لويز دي لا بيروديير في دور السيدة داتور لإرشادها في الموضة والمظهر لجعلها تتألق. زوجة الملكة قادرة على تلبية فكرة العرض التي طرحها هنري الثالث، وقد ورد أن كلاهما نجحا بشكل جيد للغاية في مهمتهما.  استغل أعداؤه اهتمام الملك بتدليل لويز ضده. أطلق عليه لقب "مصفف شعر زوجته" في كتيب تشهيري.
لم ينجب الزواج أطفالًا، يبدو أن لويز كانت حاملًا في بداية زواجها، لكنها تعرضت للإجهاض في مايو 1575؛ لكن هذه إشاعة غير مؤكدة، حيث لم يتم الإعلان رسميًا عن أي حمل. ألقت الملكة باللوم على نفسها في ذلك ونتيجة لذلك أصبحت نحيفة وعانت من نوبات الاكتئاب. بين عامي 1579 و1586، قامت هي وزوجها بتقديم العديد من القرابين ورحلات الحج، خاصة إلى شارتر وعلاجات السبا على أمل الحصول على وريث. نتيجة لذلك، كان الوريث المفترض هو هنري الثالث ملك نافارا المثير للجدل، وهي حقيقة وضعت ضغطًا إضافيًا على كل من لويز وزوجها. في عام 1584، سرت شائعات بأن هنري الثالث سيطلقها، لكن ثبت عدم صحتها. وفقًا لبرانتوم، فقد نصحت إحدى السيدات لويز في وقت ما، أنه نظرًا لأن زواجها لن يؤدي إلى أطفال، فمن الحكمة استخدام طريقة مختلفة لتحقيق ذلك (في إشارة إلى أب بيولوجي آخر)، ولكن شعرت الملكة بإهانة شديدة لهذه النصيحة ورفضت الاستماع.
بصفتها قرينة الملكة، مُنحت لويز دورًا تمثيليًا كبيرًا من قبل هنري وفي كثير من الأحيان في شركته، حيث شاركت في الاحتفالات والحفلات وحفلات الاستقبال إلى جانبه، وأدت مهام تمثيلية، مثل الجلسة الافتتاحية للعقارات العامة وعندما عينت منصب الملكة. حجر الأساس لجسر نوف مع زوجها في 31 مايو 1578. لم تشارك أبدًا في شؤون الدولة إلا بالمعنى الاحتفالي البحت، فقد حضرت مجلس الملك، واستقبلت السفراء في غرفتها الخاصة، وترأست افتتاح البرلمان عندما كان مطلوبًا منها أداء مثل هذه المهام لأسباب احتفالية، لكنها لم تستخدم هذه المهام أبدًا للمشاركة الفعلية في السياسة.
كانت لويز مشهورة بين الجمهور لجمالها وشخصيتها الخيرية. وبسبب هذه الشعبية، أثبتت في عام 1588 دعمها الأخلاقي والرمزي للقضية الملكية عندما بقيت في باريس مع حماتها بعد فرار الملك من العاصمة أثناء صراعه مع دوق جيز.
بعد اغتيال زوجها من قبل الدومينيكي جاك كليمنت في 1 أغسطس 1589، دخلت لويز في حالة من الاكتئاب الدائم وبدأت ترتدي ملابس بيضاء، لون الحداد التقليدي للملكات الفرنسيات، لُقبت بـ "الملكة البيضاء". كأرض مهر، حصلت على لقب دوقة بيري خلال حياتها. كانت تعمل على إعادة تأهيل ذكرى زوجها الذي تم حرمانه كنسياً بعد اغتيال الكاردينال غيس. في 6 سبتمبر 1589، بعد شهر تقريبًا من وفاة زوجها، طلبت لويز من هنري الرابع تبرئة اسم زوجها الراحل، وفي 20 يناير 1594، طالبت رسميًا بإعادة تأهيل هنري الثالث في حفل أقيم في نانت.
بعد وفاة زوجها ولمدة 11 عامًا، عاشت لويز في قصر شينونسو، الذي حصلت عليه كميراث من حماتها؛ قامت بتركيب غرفتها في الطابق الثاني، وغطت الجدران باللون الأسود. كان الديكور كئيبًا إلى حد ما مع السمات المخصصة عادةً للحداد: الصلبان والمجارف وأطراف الدفن والوفرة التي تذرف الدموع. تم استنساخ هذه الزخرفة باللونين الأسود والفضي على ستائر السرير والنوافذ. لكن القلعة كانت غارقة في الديون ولم يكن لديها معاش تقاعدي كبير، فقد ورثتها لابنة أختها فرانسواز لورين، الابنة الوحيدة الباقية على قيد الحياة ووريثة شقيقها، الذي تزوج لاحقًا من سيزار دي بوربون، دوق فاندوم الابن الغير شرعي للملك هنري الرابع وغابرييل ديستري.
توفيت لويز في قصر مولينز في مولينز، ألير في 29 يناير 1601 وتم توزيع جميع ممتلكاتها أو استخدامها لسداد ديونها. في سبتمبر 1603، أمر مرسوم بابوي ببناء دير للكبوشيين في باريس لدفنها، وهو ما تم في 20 مارس 1608. تم العثور على بقاياها في أكتوبر 1805،  وتقع منذ عام 1817 في كاتدرائية سان دوني. كانت الملكة الوحيدة قبل الثورة الفرنسية التي دُفنت بالفعل في قبر يحمل اسمها في سان دوني. 